# شنز-شتنی
شنز-شتنی (به فرانسوی: Chanoz-Châtenay) یک کمون در کشور فرانسه است که در canton of Vonnas واقع شده‌است.

## خصوصیات
شنز-شتنی ۱۳٫۴۲ کیلومترمربع مساحت و ۶۷۱ نفر جمعیت دارد و ۲۴۷ متر بالاتر از سطح دریا واقع شده‌است.